# ГОСТ 8.417
ГОСТ 8.417 — межгосударственный стандарт, устанавливающий единицы величин, применяемые в Российской Федерации и других странах СНГ — участниках Межгосударственного совета по стандартизации, метрологии и сертификации. В стандарте определены наименования, обозначения, определения и правила применения этих единиц.
Актуальная с 30 сентября 2024 года редакция — ГОСТ 8.417-2024, ему предшествовали ГОСТ 8.417-2002, ГОСТ 8.417-81, СТ СЭВ 1052-78 и ГОСТ 9867-61.
Стандарт устанавливает единицы величин, правила их применения, а также их обозначения — международные и на русском языке. Документ  содержит предписание об обязательном применении единиц Международной системы единиц (СИ), а также содержит следующие рекомендации по применению внесистемных единиц:
- «Внесистемные единицы СИ, допускаемые к применению наравне с единицами СИ»  — допускаются без ограничений срока, включают единицы, допустимые во всех областях (например, тонна, минута, сутки, литр, угловые градус и минута, децибел) и ограниченные областью применения (например, парсек — в астрономии, киловатт-час — для электросчётчиков).
- «Внесистемные единицы, временно допустимые к применению» — допускаются до «принятия соответствующих решений» и включают, например, морскую милю, фут и узел (область применения — навигация), карат (драгоценные камни) бар и миллиметр ртутного столба.
- «Некоторые внесистемные единицы», приведённые в справочном приложении (приложение Г в редакции ГОСТ 8.417-2024) — применимы при только в случаях, когда использование единиц СИ «невозможно или нецелесообразно» (например, центнер, килограмм-сила, эрг, калория, лошадиная сила)[2].

В отдельном справочном приложении приведены единицы количества информации — бит и байт, а также двоичные приставки по ГОСТ IEC 60027-2.

## История
14 сентября 1918 года издан декрет Совета народных комиссаров № 725 «О введении Международной Метрической системы мер и весов».
В 1927—1929 годах Комитет по стандартизации при Совете Труда и Обороны утвердил:
- ОСТ 169 «Абсолютная система механических единиц (MTS)» (метр, тонна, секунда);
- ОСТ 515 «Международные электрические единицы»;
- ОСТ 516 «Метрические меры» и др.

В 1930-х годах было принято 11 стандартов на единицы величин. В 1950-х годах стандарты были пересмотрены и приняты новые.
С 1956 году для замены системы MTS введён в действие ГОСТ 7664-55 «Механические единицы» (впоследствии заменен на ГОСТ 7664-61 и ГОСТ 8849-58 «Акустические единицы»), допускавший применение трёх систем измерения величин:
- МКС (метр, килограмм и секунда);
- СГС (сантиметр, грамм и секунда);
- МКГСС (метр, килограмм-сила и секунда)[5].

Также использовались системы единиц:
- МКСµ0 (метр, килограмм, секунда, магнитная проницаемость вакуума), введенная в действие в 1948 году «Положением об электрических и магнитных единицах»;
- МКСЛМ (метр, килограмм, секунда, люмен), введенная в действие в 1948 году «Положением о световых единицах»;
- МКСА (метр, килограмм, секунда, ампер), введенная в действие ГОСТ 8033-56 «Электрические и магнитные единицы»;
- МКСКД (метр, килограмм, секунда, кандела), введенная в действие ГОСТ 7932-56 «Световые единицы»;
- МКСК (метр, килограмм, секунда, Кельвин), введенная в действие ГОСТ 8550-57 «Тепловые единицы» (пришедший на замену ОСТ ВКС 6954 «Международная температурная шкала» и сам впоследствии замененный на ГОСТ 8550-61, затем на ГОСТ 8.157-75 «Государственная система обеспечения единства измерений. Шкалы температурные практические»).

### ГОСТ 9867-61
К концу 1961 года во ВНИИМ был разработан и с 1963 года введён в действие ГОСТ 9867-61 «Международная система единиц».

### СТ СЭВ 1052-78
В 1964 году ВНИИМ начал разработку стандарта на замену ГОСТ 9867-61. Первая редакция проекта для обсуждения была в 1967 году, вторая — в августе 1969 года. В 1970 году был издан проект стандарта «Единицы физических величин». В 1973 году проект вышел в последней редакции. Далее создание стандарта перешло на международный уровень, и Совет экономической взаимопомощи (СЭВ) разработал:
- в 1973 году — методические указания МС 6-73 «Международная система единиц (СИ)»;
- в 1974 году — рекомендацию по стандартизации РС 3472-74 «Метрология. Порядок и методы перехода на Международную систему единиц (СИ). Общие рекомендации».

В июне 1978 года на 43-м заседании Постоянной комиссии СЭВ по стандартизации был утверждён СТ СЭВ 1052-78 «Метрология. Единицы физических величин». С 1980 года данный стандарт был введён в действие в качестве государственного стандарта СССР. Стандарт пришел на смену РС 3472-74, ГОСТ 9867-61 и ГОСТ 8033-56.
В развитие системы были введены в действие:
- с 1980 года — РД 50-160-79 «Методические указания. Внедрение и применение СТ СЭВ 1052-78 „Метрология. Единицы физических величин“» (также издавался под названием «Методические указания. Внедрение и применение ГОСТ 8.417-81 „ГСИ. Единицы физических величин“»);
- с 1981 года — МИ 221-80 «Методика внедрения СТ СЭВ 1052-78 „Метрология. Единицы физических величин“ в областях измерений давления, силы и теплофизических измерений».

### ГОСТ 8.417-81
К началу 1981 года во ВНИИМ был разработан и с 1982 года введён в действие ГОСТ 8.417-81 «Государственная система обеспечения единства измерений. Единицы физических величин», который повторял СТ СЭВ 1052-78 в части общих положений, системных и внесистемных единиц Международной системы, правил образования десятичных кратных и дольных единиц, их наименований и обозначений.
В развитие системы были введены в действие:
- с 1985 года — РД 50-454-84 «Методические указания. Внедрение и применение ГОСТ 8.417-81 „ГСИ. Единицы физических величин“ в области ионизирующих излучений»;
- с 1986 года — МИ 975-86 «Методические указания. ГСИ. Программы мероприятий организаций и предприятий по внедрению ГОСТ 8.417-81. Порядок разработки и реализации»;
- в 1986 года — МИ 221-85 «Методические указания. ГСИ. Методика внедрения ГОСТ 8.417-81 „ГСИ. Единицы физических величин“ в областях измерений давления, силы и тепловых величин».

27 апреля 1993 года Постановлением Верховного Совета РФ № 4872-I «О введении в действие Закона Российской Федерации „Об обеспечении единства измерений“» был принят Закон РФ № 4871-I «Об обеспечении единства измерений».

### ГОСТ 8.417-2002
Проект нового стандарта «Единицы величин» начал готовиться с конца 1990-х годов. К середине 2002 года во ВНИИМ и техническом комитете 206 «Эталоны и поверочные схемы» был разработан и с 2003 года введён в действие ГОСТ 8.417-2002 «Государственная система обеспечения единства измерений. Единицы величин».
Также во ВНИИМ была разработана и с 2001 года введена в действие МИ 2630-2000 «Рекомендация. ГСИ. Метрология. Физические величины и их единицы», которая была согласована с проектом нового ГОСТ.
Единицы измерений также регулируются законодательством Российской Федерации, положения которого имеют бо́льшую силу по сравнению с нормой ГОСТ:
- 11 июня 2008 года принят Федеральный закон № 102-ФЗ «Об обеспечении единства измерений»;
- 31 октября 2009 года утверждено Постановление Правительства РФ № 879 «Об утверждении Положения о единицах величин, допускаемых к применению в Российской Федерации».

### ГОСТ 8.417-2024
К концу 2023 года во ВНИИМ был разработан и с 2024 года введён в действие ГОСТ 8.417-2024 «Государственная система обеспечения единства измерений. Единицы величин».